# Kelly (Unternehmen)
Die Kelly Ges.m.b.H. ist ein österreichisches Unternehmen US-amerikanischer Prägung und Teil der Intersnack-Group.
Kelly stellt Knabbergebäck der Marken Kelly’s und Soletti, sowie funny-frisch, Chio, POM-BÄR und ültje her und vertreibt diese. Die Lebensmittelmarken weisen einen Bekanntheitsgrad von über 98 % auf.

## Geschichte
Im Nachkriegs-Österreich gründete 1955 der US-Amerikaner und – aufgrund des staatsvertragsbedingten Abzugs der US-Armee ehemalige – Major Howard Morse Kelly gemeinsam mit dem Österreicher Herbert Rast die „American Popcorn Company“. 1965 wurde das Unternehmen dann in Kelly Ges.m.b.H. umbenannt und im selben Jahr vom deutschen Unternehmen Bahlsen übernommen.
1976 erwarb das Unternehmen die Hollabrunner Chips-Produktion, und in weiterer Folge 1985 auch die Feldbacher Backwarenfabrik, welche sich durch Zwieback-Produktion einen Namen gemacht hatte. Diese wurde zur größten Backstraße für Salzstangen (Soletti) in Europa ausgebaut. Zusätzlich wurde eine Nussverarbeitungsfirma aufgekauft.
1994 übergab Herbert Rast nach fast 40 Jahren Geschäftsführung diese an Wolfgang Hötschl. Unter seiner Leitung wurde im Frühsommer 1997 ein Logistik- und Verwaltungszentrum am heutigen 58.000 m² großen Standort im Industriezentrum Nord in Wien-Donaustadt eröffnet.
Kelly gehörte bis zu deren Spaltung zur Bahlsen-Gruppe aus Hannover. 1997 wurde die Bahlsen-Picanterie Salz Produktion übernommen, aber schon 2001 nach der Konzernspaltung wieder abgegeben. Gisbert von Nordeck, der Ehemann der ein Jahr zuvor verstorbenen Bahlsen-Schwester Andrea, bekam unter anderem die Geschäftsbereiche der österreichischen Kelly- und der Schweizer Wernli-Marken zugesprochen.

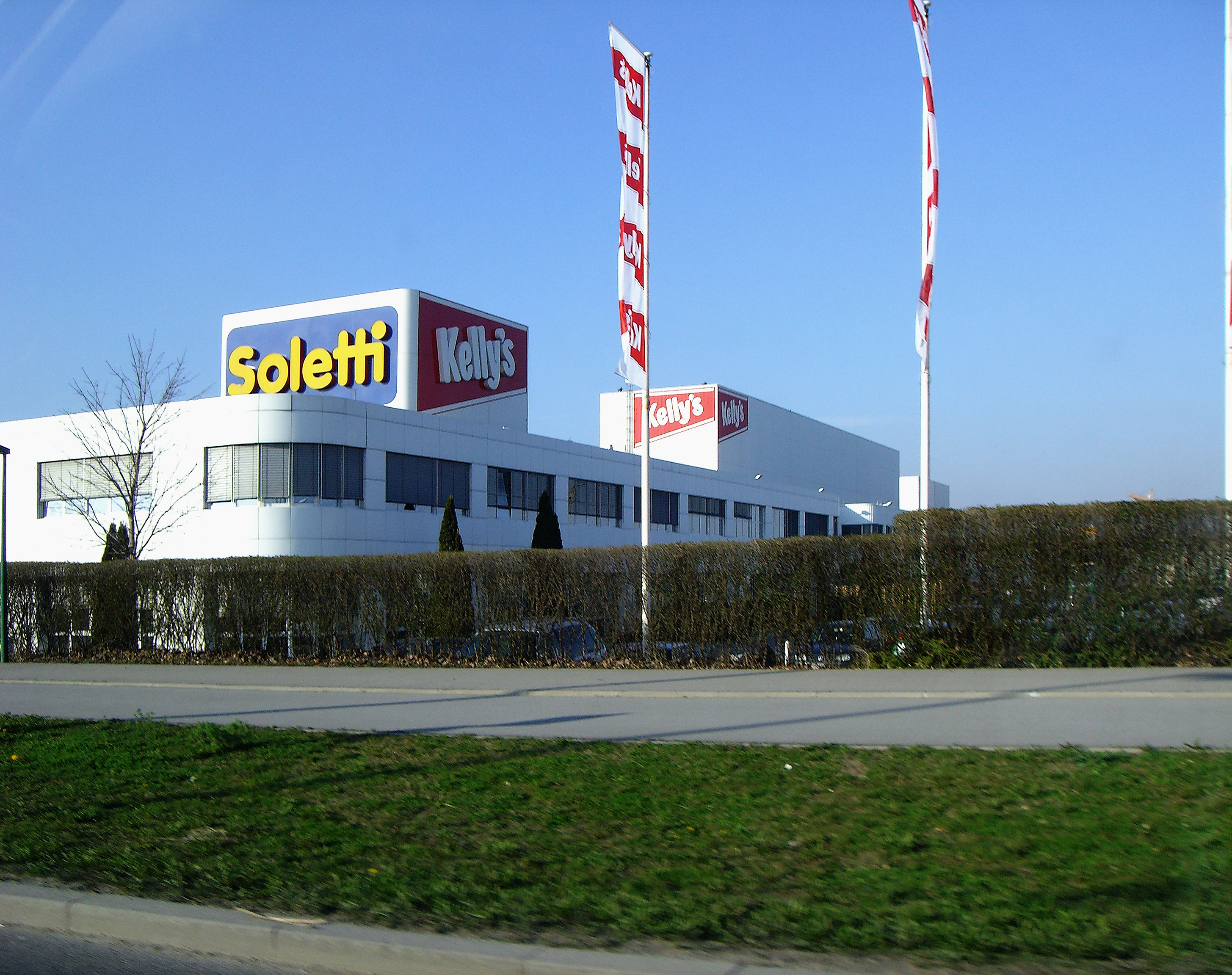
Produktionsstätte des Stammwerkes in Wien

2003 übersiedelte die Kartoffelchips-Produktion von Hollabrunn in die Donaustädter Produktionshallen (Wien), da eine Expansion am alten Standort nicht mehr möglich war und Synergieeffekte erzielt werden sollten. 37 der ehemals 99 Hollabrunner Mitarbeiter nahmen das Angebot einer Mitübersiedelung an den neuen Standort an, die restlichen benötigten Mitarbeiter wurden neu aufgenommen.
2005 wurde eine Chipsfabrik in Bosnien gekauft.
2007/2008 wurde Kelly von dem Unternehmen Intersnack aus Köln übernommen.
Zu diesem Zeitpunkt war die Kelly Ges.m.b.H. zu 62,4 % im Besitz der v. Nordeck International Holding AG, zu 25,1 % der Raiffeisen Ware Austria (welche wiederum zu 50 % im Besitz der BayWa ist) und zu 10 % von Josef Wolfgang Zach und zu 2,5 % von Maria Elisabeth Zach. Das Ehepaar Zach hatte sich einige Jahre zuvor mit der Marke Soletti in die Kelly-Gruppe eingebracht. Alle Anteilseigner verkauften im Juli 2007 ihre Anteile an Intersnack. Kelly ist nun Teil des europäischen Snack-Netzwerkes der Intersnack-Group und ist damit für die Marken Kelly’s, Soletti, funny-frisch, Chio und ültje in Österreich, Schweiz und Slowenien verantwortlich.

## Zahlen und Fakten
Im Jahre 2020 erwirtschaftete das Unternehmen nach eigenen Angaben zwei Drittel seines Umsatzes in Österreich und ein Drittel im Ausland
- Mitarbeiter: 390 (nur in Österreich)
- Absatz: 43.725 t Snacks[11]
- Umsatz: 215,2 Mio. EUR[12]
- Anteile der Geschäftsfelder (nach Eigenangaben):[4]
  - Baked: 35 %
  - Chips&Sticks: 25 %
  - Specialities: 21 %
  - Nüsse: 19 %

Im Zuge der Steigerung des Exportgeschäfts beträgt der Auslandsumsatz ein Drittel des Gesamtumsatzes. 1999 wurden 17.000 Tonnen Kartoffeln verarbeitet.
2015 wurden am Standort Wien ca. 26.000 Tonnen Kartoffeln und ca. 1.600 Tonnen Maisgrieß verarbeitet.

## Standorte
Kelly verfügt über 2 Standorte in Österreich: Wien-Donaustadt und Feldbach. Am Hauptstandort in Wien werden neben der Kommissionierung und Verteilung der gesamten von Kelly erzeugten Ware auch Extruderprodukte, Pellets, Popcorn und Kartoffelchips erzeugt. Insgesamt sind am Donaustädter Standort 210 Personen beschäftigt, 123 davon in der Produktion.

## Marken

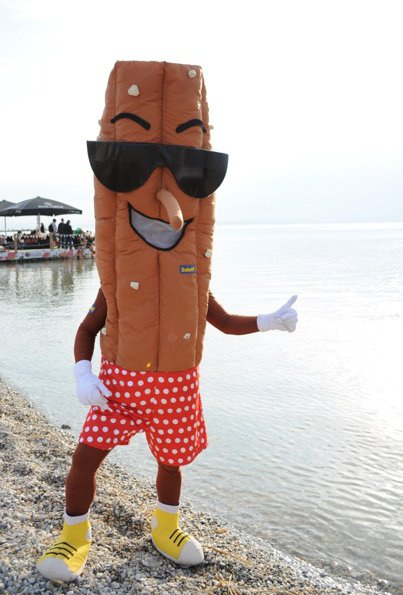
Das Markenmaskottchen „Joe Soletti“ der erfolgreichsten Marke Soletti am Ostufer des Neusiedler Sees während des Surf Worldcup 2011

Mit den Marken Kelly’s, Soletti, funny-frisch, POM-BÄR, Chio, Goldfischli und ültje ist Kelly Marktführer in Österreich. Kelly’s wird als „Best American Quality“ beworben.
Mit „Kelly’s“ (Chips und verwandte Produkte) und Soletti hat die Kelly Ges.m.b.H. zwei bekannte und beliebte Marken als Zugpferde. „Soletti“ hat am Heimmarkt Österreich eine Bekanntheit von 98 %, wird in 48 Länder exportiert und hält laut Erhebungen von ACNielsen den 2. Rang der Topmarken der österreichischen Nahrungs- und Genussmittelbranche. „Kelly’s“ hält in dieser Studie den 1. Rang unter den Top-Marken. Soletti ist eine der 20 bekanntesten Marken in Österreich. Laut Market Studie 2015 ist Kelly’s auf Platz 1 unter den Snack-Artikeln und die Marke Soletti auf Platz 2. Die positiven Werte in den Kategorien „gestützte Bekanntheit, Sympathie und Werbeerinnerung“ machen die beiden Marken zu Top-Brands. Laut Behauptung von Konkurrent Bahlsen ist Soletti in Österreich sogar schon ein Synonym für Salzstangen am dortigen Markt geworden. Weil es in keinen Wörterbüchern, sondern nur in einigen Kochbüchern steht, bestreitet Soletti, ein Gattungsbegriff zu sein.
Die Marke funny-frisch (Seit 1972) ist auf den Geschmack für das deutsche Nachbarland abgestimmt, und dort nach eigenen Angaben Marktführer. Der Name kommt aus einem Zusammenschluss der Vorgängerunternehmen Pfanni und Chipsfrisch. Der Markenname ültje leitet sich aus dem ostfriesischen Wort für Erdnüsse ab. Ültje ist auf Nüsse spezialisiert.
Neue Produkte wie beispielsweise der „Kelly’s AIRPACK“ für Chips, oder „Soletti SuperSize“ sorgten nach deren Markteinführung für einen dauerhaften Umsatzanstieg um über 20 % und Rückgewinne am Marktanteil, der durch starke Konkurrenz und Diskontanbieter ständig in Bedrängnis ist.
Besondere Innovationen der letzten Jahre sind die Kelly PopcornCHIPS und Soletti BrezelCHIPS. Mit diesen beiden komplett neuartigen Produkten konnten neue Konsumenten gewonnen werden und für die effiziente Bewerbung bekam Kelly bereits zwei goldene Effies.

## Produkte und Rohstoffherkunft
Erzeugt werden allerlei Sorten von Kartoffelchips, Maistortillas, und sonstige Snacks wie zum Beispiel Kelly’s Snips, Kelly’s Sticks, Kelly’s Zirkusräder, Kelly’s Sing Sing, Kelly’s Pizza Rolls, Kelly’s Furiosi, POM-BÄR sowie Kelly’s Rab.bits und Laugengebäck. Auch diverse Popcornsorten, sowohl zum sofortigen Verzehr, als auch zum zu Hause selber machen, gehören zum Sortiment, sowie Erdnüsse und ausgewählte Edelnüsse.
Nach eigenen Angaben kommen die Kartoffeln für die Kelly’s Chips aus Niederösterreich und dem Burgenland, wobei der kürzeste Anfahrtsweg vom Kartoffelfeld bis zur Produktion in Wien-Donaustadt nur 6 km beträgt.
Außerdem ist die Kelly Ges.m.b.H IFS-zertifiziert (International Featured Standard) und versichert somit die Lebensmittelsicherheit sowie die Qualität ihrer Verfahren und Produkte.
Seit 2002 hat Kelly seine Kartoffelzulieferer auch unter Vertrag genommen. Den rund 100 Vertragsbauern werden nun vertraglich geregelte Abnahmemengen und -preise zugesichert. Zudem werden die Bauern auch zum langfristigen Umstieg auf Chips-Kartoffelanbau ermutigt, da Kelly am Standort in Wien-Donaustadt die Produktionsmengen aufgrund der stark vorangetriebenen Vertriebsexpansion jährlich teils massiv erhöht, und dem selbstauferlegten Prinzip der österreichischen Herkunft schließlich nachgekommen werden soll. So stammen rund zwei Drittel sämtlicher benötigter Kartoffel allein aus dem Wiener Marchfeld (Stand: 2007).

## Herbert Prohaska als Testimonial
Seit 2013 fungiert Herbert Prohaska als Testimonial für Kelly’s und Soletti und tritt mit seinem Slogan „Also ich sag’ einmal so...“ für die beiden Marken vor die Kamera.

## Sponsoring
Kelly tritt als langjähriger Sponsor der CliniClowns und des Tiergarten Schönbrunns auf, ist Sponsor des Eishockey-Clubs Vienna Capitals und seit 2016 Sponsor von GreenCare.